# Léopold III de Lippe
Pour les articles homonymes, voir Léopold III.
Léopold III de Lippe, né le 1er septembre 1821 à Detmold et mort le 8 décembre 1875 dans cette même ville, est un prince allemand de la maison de Lippe. Il règne sur la principauté de Lippe de 1851 à sa mort.

## Biographie
Léopold III est le fils aîné du prince Léopold II de Lippe et de son épouse, la princesse Émilie de Schwarzbourg-Sondershausen (uk). Il succède à son père à la tête de la principauté à sa mort, le 1er janvier 1851. 
Léopold III se marie le 17 avril 1852 à Rudolstadt avec la princesse Élisabeth (uk), fille du prince Albert de Schwarzbourg-Rudolstadt.
Le compositeur Johannes Brahms officie à sa cour en tant que professeur de musique de 1857 à 1859.
Sous son règne, la principauté de Lippe, alliée du royaume de Prusse durant la guerre austro-prussienne, adhère à la Confédération de l'Allemagne du Nord en 1867, puis devient l'un des États constitutifs de l'Empire allemand en 1871.
Léopold n'ayant pas eu d'enfant, c'est son frère cadet Woldemar qui lui succède.